# Tetramelas terricolus
Tetramelas terricolus är en lavart som först beskrevs av A. Nordin, och fick sitt nu gällande namn av Kalb. Tetramelas terricolus ingår i släktet Tetramelas och familjen Physciaceae.   Inga underarter finns listade i Catalogue of Life.